# Retroaktiv lagstiftning
Retroaktiv lagstiftning (ex post facto lag) innebär att lagar ges retroaktiv verkan, vilket strider mot legalitetsprincipen i vissa fall.
Nulla poena sine praevia lege poenali är ett grundläggande maxim i kontinentaleuropeisk straffrätt.

## Lex mitior
Vissa Europeiska länder tillämpar principen lex mitior ("the milder law") som tillåter att om en lag ändrats efter att ett brott har begåtts så tillämpas den version av lagen som är till fördel för den åtalade.

## Historiska exempel
Henrik VII lät efter sin seger i slaget vid Bosworth 1485 proklamera att hans regeringstid börjat dagen före slaget, för att således kunna åtala regimfiender för högförräderi om de deltog på den förlorande kung Rikard III:s sida.
Francisco Franco införde efter segern i spanska inbördeskriget 1939 en lag som retroaktivt gjorde väpnad kamp för republikens sida till en straffbar handling.
Nürnbergrättegångarna ådrog sig kritik för att bygga på retroaktiv lagstiftning och så kallad segerrättvisa, bland annat av den amerikanske senatorn Robert Taft, son till presidenten och chefsdomaren William Taft. Tafts uttalanden fick svidande kritik men han hyllades postumt av John F. Kennedy i dennes Pulitzerprisbelönade bok Profiles in Courage, som en av de åtta modigaste handlingarna av en senator. Även i Norge och Danmark väcktes (huvudsakligen efteråt) kritik mot avrättningar av nazistkollaboratörer då dödsstraffet var avskaffat vid tillfället för brottet men återinfördes retroaktivt efter krigsslutet (i Norge redan av ockupationsmakten, vilket emellertid inte betraktades som legitimt under processerna).
Den svenska successionsordningen ändrades 1979 till att lyda att tronen ärvdes oavsett kön. Därmed ändrades tronföljden och istället för den då nyfödde kronprinsen Prins Carl Philip blev istället hans äldre syster Prinsessan Victoria tronarvinge.[källa behövs]
Dåvarande statsminister Göran Persson föreslog att förlänga preskriptionstiden för de svenskar som deltagit i kriget på de tyska nazisternas sida för brott som redan var preskriberade, vilket stred mot förbudet mot retroaktiv lagstiftning i svensk lag, och något formellt förslag lades aldrig.:20

## Retroaktiv lagstiftning i Sverige
Förbud mot retroaktiv strafflagstillämpning är grundlagstadgat i kapitlet om de grundläggande fri- och rättigheterna i Regeringsformen:
| ”                              | Ingen får dömas till straff eller annan brottspåföljd för en gärning som inte var belagd med brottspåföljd när den begicks. Inte heller får någon dömas till svårare brottspåföljd för gärningen än den som var föreskriven då. [...] | „ |
| – Regeringsformen, 2 kap. 10 § | |   |

Det är vidare utvecklat i Lag (1964:163) om införande av brottsbalken:
| ”                                                  | Ingen må dömas för gärning, för vilken ej var stadgat straff när den begicks. Straff skall bestämmas efter den lag som gällde när gärningen företogs. [...] | „ |
| – Lag (1964:163) om införande av brottsbalken, 5 § | |   |

Inom myndighetsutövning reglerad av lagar undviks också retroaktiv lagstiftning. Om till exempel ett hus byggts med bygglov behöver huset inte rivas om lagen sedan ändras så att bygglov inte skulle getts. Till exempel om ett hus byggts nära en strand före strandskyddsreglerna infördes, får det stå kvar.